# Boumia
Boumia (arabisch بومية, Zentralatlas-Tamazight ⴱⵓⵎⵢⴰ) ist eine hauptsächlich von Berbern bewohnte Kleinstadt mit etwa 22.000 Einwohnern im Mittleren Atlas in der Provinz Midelt in der Region Drâa-Tafilalet in Marokko. Zusammen mit den Dörfern im Umland hat sie den Status einer Landgemeinde (commune rurale) mit insgesamt gut 20.000 Einwohnern.

## Lage und Klima
Der ca. 1520 m hoch gelegene Ort Boumia liegt am Oberlauf des Oued Moulouya etwa 52 km (Fahrtstrecke) westlich von Midelt bzw. etwa 40 km nordwestlich des Jbel Ayachi, des mit 3747 m höchsten Berges der Region. Die winterlichen Regenfälle sind für Marokko vergleichsweise hoch. Die nächtlichen Temperaturen erreichen im Winter häufig Werte unter 0 °C; tagsüber steigen sie meist auf Werte um die 10 °C. Im Sommer fällt kaum Regen und die Tagestemperaturen steigen an manchen Tagen auf über 30 °C an.

## Bevölkerung
| Jahr      | 1994   | 2004   | 2014   | 2024   |
| Einwohner | 11.493 | 15.204 | 18.212 | 21.713 |

Der Großteil der Einwohner besteht aus zugewanderten Berbern aus den Dörfern des Mittleren Atlas; man spricht den regionalen Berberdialekt und Marokkanisch-Arabisch.

## Wirtschaft
Die Lebensgrundlage bildet immer noch die Landwirtschaft, denn nach den winterlichen Regenfällen ist die weitgehend agrarisch genutzte Landschaft um Boumia grün und fruchtbar; das ändert sich jedoch mit der sich bereits im April und Mai verstärkenden Trockenheit. Heute leben die Einwohner der ständig wachsenden Stadt von Handwerk, Handel und Dienstleistungen aller Art. Der Tourismus spielt kaum eine Rolle. In der Umgebung gibt es zahlreiche Mineral- und Halbedelsteinvorkommen, die in vielen kleinen Verkaufsstellen entlang der Straßen den Touristen angeboten werden.

## Geschichte
Wie in den Berbergebieten üblich, haben sich keine Informationen über die frühere Geschichte des Ortes erhalten. Er dürfte bereits für prähistorische Jäger und Sammler und spätere Halbnomaden (Transhumanten) interessant gewesen sein; eine erste feste Siedlung entstand wohl vor 1000 bis 1500 Jahren. Alle Jahre (zuletzt im Februar 2010 und im Dezember 2012) tritt der Oued Moulouya kurzzeitig über seine Ufer und richtet in der Stadt erhebliche Schäden an.

## Sehenswürdigkeiten
Der im Wesentlichen erst in der zweiten Hälfte des 20. Jahrhunderts entstandene Ort besteht aus den typischen Häusern aus Hohlblocksteinen mit Betonträgern und -decken, deren Erdgeschoss als Lager, Garage oder Geschäft genutzt wird.